# Jutská lavice

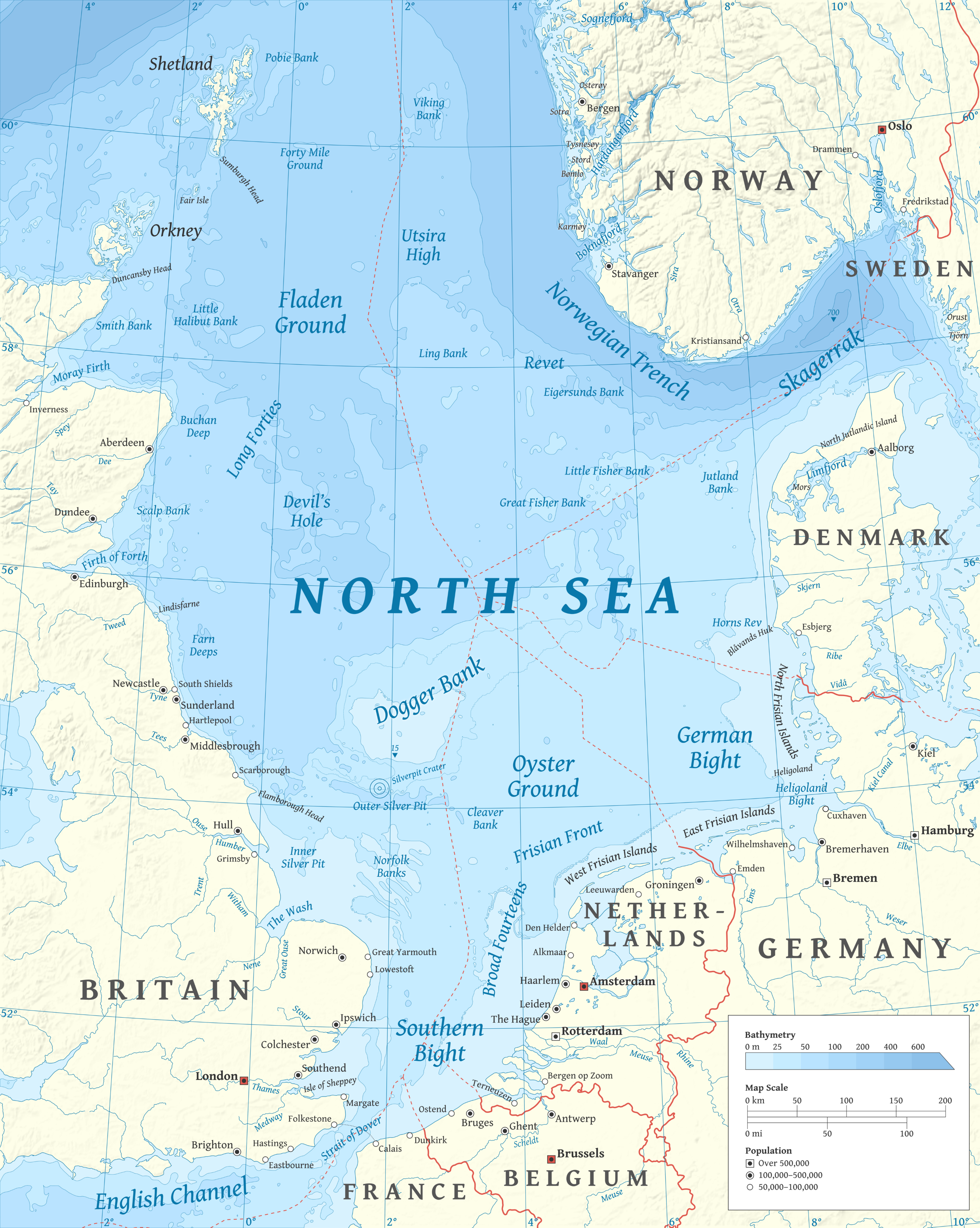
Jutská lavice (uvedena jako Jutland Bank) se nachází na západní straně Jutského poloostrova, v zeměpisné šířce města Aalborg.

Jutská lavice je mělčina v Severním moři, která se nachází u severozápadního pobřeží Jutského poloostrova, resp. Severojutského ostrova, asi padesát kilometrů od pevniny. Vznikla z morény, kterou na svém předním okraji navršil ledovec během poslední doby ledové.
V prostoru Jutské lavice se ve dnech 31. května a 1. června 1916 odehrála bitva u Jutska.